# 沼澤獴
沼澤獴（学名 Atilax paludinosus） 是一种中等体型的獴科动物。一般体重在2.5-4.1公斤，体长46-62厘米，尾长32-53厘米。
沼澤獴遍布在撒哈拉沙漠以南的非洲地区，是沼泽地带占重要生态地位的一种动物。
在非洲的一些地方，沼澤獴被作为宠物饲养，这种獴性格比较温顺，也比较干净。在圈养条件下，沼澤獴的寿命可达17年。

## 特征
沼澤獴的皮毛为深褐色，末端为黑色，身体的毛粗长，而四肢的毛则较短。爪子十分柔软，与浣熊相象，主要用于挖穴。

## 行为
独居动物，遇到危险时，它们会发出高频率的叫声。

### 捕食
沼澤獴可以享用它能捕捉的所有类型的肉类，也吃各种果类。它们的游泳技术高超，同时也是一种聪明的小动物。

### 繁殖
一年通常产两胎，分别在旱季和湿季。每胎最多三只小獴，通常9-14天能够睁开眼睛，30-46天断奶。